# William Garcia
William Rosenbir Garcia (ur. 28 marca 1877 w Oakland, zm. 12 sierpnia 1951 tamże) – amerykański lekkoatleta, uczestnik igrzysk olimpijskich w Saint Louis w 1904.

## Występy na igrzyskach olimpijskich
Garcia wystartował tylko raz na igrzyskach olimpijskich w 1904. Wziął udział w maratonie. Zmagania biegaczy miały miejsce 30 sierpnia 1904. Garcia nie ukończył biegu.